# Paal Satu
Paal Satu is een bestuurslaag in het regentschap Belitung van de provincie Bangka-Belitung, Indonesië. Paal Satu telt 11.683 inwoners (volkstelling 2010).